# دارک رمانتیسیسم

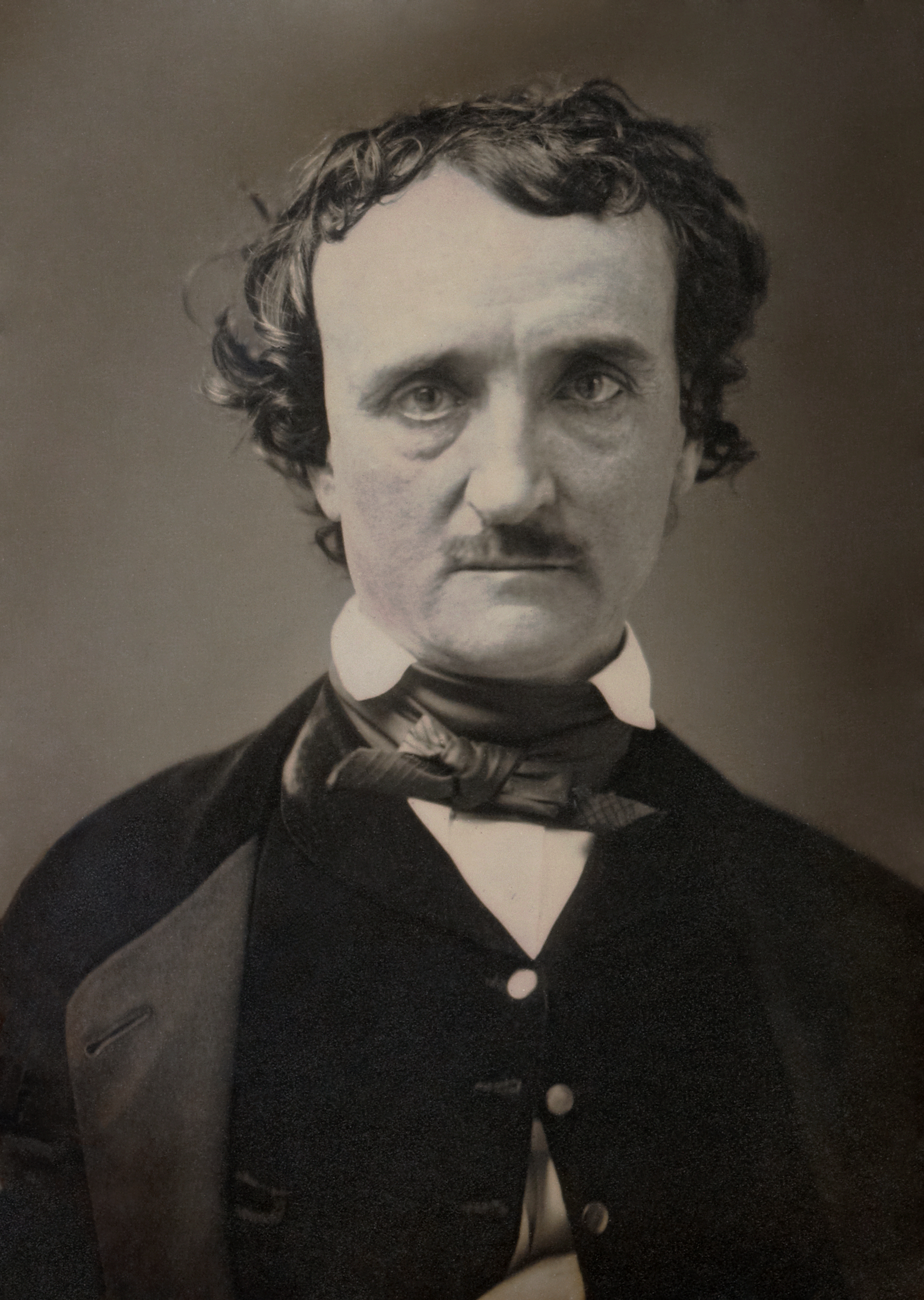
ادگار آلن پو یکی از مشهورترین نویسندگان دارک رمانتیسم است.

دارک رمانتیسیسم (انگلیسی: Dark Romanticism) زیرژانر ادبی رمانتیسیسم است که منعکس‌کننده شیفتگی مردم نسبت به امر غیرمنطقی، اهریمنی و گروتسک است. این گونه که اغلب با داستان‌های گوتیک آمیخته می‌شود، از زمان آغاز قرن هجدهم بر جنبش سرخوشانه رمانتیک سایه انداخته است. ادگار آلن پو یکی از برجسته‌ترین نمایندگان است. دارک رمانتیسیسم بر خطاپذیری انسان، خودویرانگری، قضاوت، مجازات و همچنین اثرات روانی گناه و معصیت تمرکز دارد.

## زمینه تاریخی

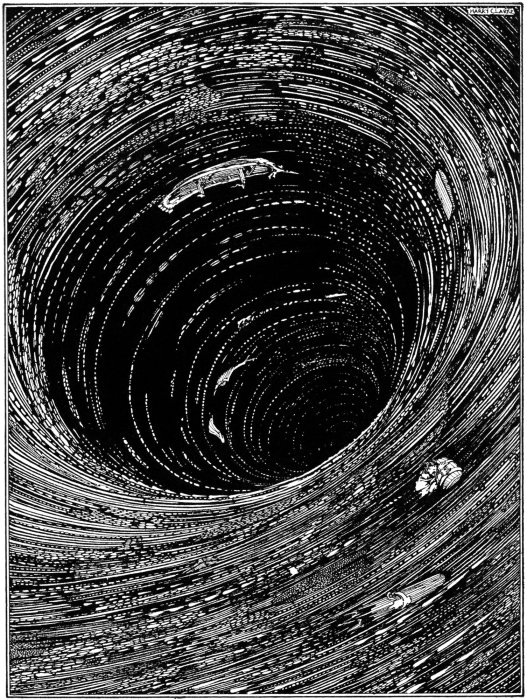
تصویری برای داستان ادگار آلن پو، اثر هری کلارک (۱۸۸۹-۱۹۳۱)، منتشرشده در سال ۱۹۱۹.

واژه رمانتیسیسم از کلمه‌ای لاتین به نام «رمانت» که به‌معنای «به‌شیوه رومی» است، سرچشمه گرفته است. رمانتیسیسم نه تنها به یک سبک نمادین از هنر تبدیل شده است، بلکه بر ادبیات و موسیقی نیز تأثیر گذاشته است. به جای علم و عقلانیت، بر احساسات و تخیل می‌پرداخت. جنبش رمانتیک در اواخر قرن ۱۸ در اروپا آغاز شد و در اوایل قرن ۱۹ وارد آمریکا شد. بین سال‌های ۱۸۳۰ و ۱۸۶۵، نویسندگان رمانتیسیسم آمریکایی بیشترین فعالیت را داشتند. در رمانتیسم دو ژانر فرعی متضاد به‌وجود آمد: خوش‌بینانی که به فضیلت و معنویت انسانی اعتقاد داشتند ، جنبش استعلایی را تشکیل دادند، و بدبینانی که خطاپذیری انسان و تمایل او به گناه را پذیرفتند، جنبش دارک رمانتیسم را تشکیل دادند.

## تعاریف
جشن رومانتیسم از سرخوشی، تعالی و شیفتگی به همان اندازه با مالیخولیا، جنون، جنایت و فضای سایه همراه بوده است. با عناصر ارواح و غول‌ها، گروتسک و غیرمنطقی. نام «دارک رومانتیسم» را نظریه‌پرداز ادبی ماریو پراز در مطالعه خود در مورد این ژانر به نام رنج رمانتیک در سال ۱۹۳۰ برگزید.

به گفته منتقد جی‌آر‌آی تامپسون، «دارک رمانتیک‌ها تصاویری از شر انسان‌سازی‌‌شده را به شکل عفریت، شیاطین، ارواح، گرگینه‌ها، خون‌آشام‌ها و غول‌ها» به‌عنوان نمادی از طبیعت انسان اقتباس کردند. تامپسون خصوصیات این زیرژانر را خلاصه می‌کند و می‌نویسد:
ناتوانی انسان در درک کامل و به‌خاطر آوردن قلمروی فراطبیعی که به‌نظر نمی‌رسید وجود نداشته باشد، سردرگمی دائمی پدیده‌های غیرقابل توضیح و متافیزیکی، تمایل به انتخاب‌های اخلاقی به ظاهر انحرافی یا شیطانی که هیچ معیار یا قاعده ثابتی نداشت، و احساس گناه مبهم همراه با سوء‌ظن به دنیای بیرونی؛ این‌ها عناصر اصلی در بینش انسان بودند که دارک رمانتیک‌ها مخالف جریان اصلی تفکر رمانتیک بودند.

## خصوصیات
برای درک کامل ایده دارک رمانتیسیسم، باید ویژگی‌هایی را که با اثر هنری همراه است را بشناسیم تا بتوانیم آن‌ها را شناسایی کنیم. ویژگی‌هایی که دارک رمانتیسیسم را تعریف می‌کنند، کمال طبیعی انسان را زیر سؤال می‌برند، با این باور که انسان هرگز نمی‌تواند کامل باشد، انسان هرگز کمال نخواهد داشت. مردم شروع کردند به داشتن دیدگاهی متفاوت از دین، توجه بیشتر به مصائب، و تحقیق در مورد واقعیت‌های وحشتناک زندگی روزمره.
علاوه بر این، رایج‌ترین پندارها این است که انسان‌ها به‌طور طبیعی در معرض گناه و نابودی هستند، مردم هرگز نمی‌توانند از گناه بگریزند یا از آن نجات یابند، و ممکن است جامعه، ادیان و خود را نابود کنند.

## تأثیر
تنهایی و غم، آرزو و مرگ، وسواس وحشت، و پوچ بودن رؤیاها همگی مضامینی هستند که در اثر هنری مورد بررسی قرار گرفته‌اند. هنرمندانی مانند سالوادور دالی، رنه ماگریت، پاول کله و ماکس ارنست در طول قرن بیستم با چنین روحیه‌ای اندیشیده‌اند. دارک رمانتیسیسم به‌عنوان واکنشی به روشنگری، انقلاب صنعتی، و عقلانی‌سازی، با تأکید بر احساسات خام، تجربیات زیباشناختی ناب، و انواع دیگر احساسات افراطی پدید آمد.

### هنرمندان

#### یوهان هاینریش فوسلی

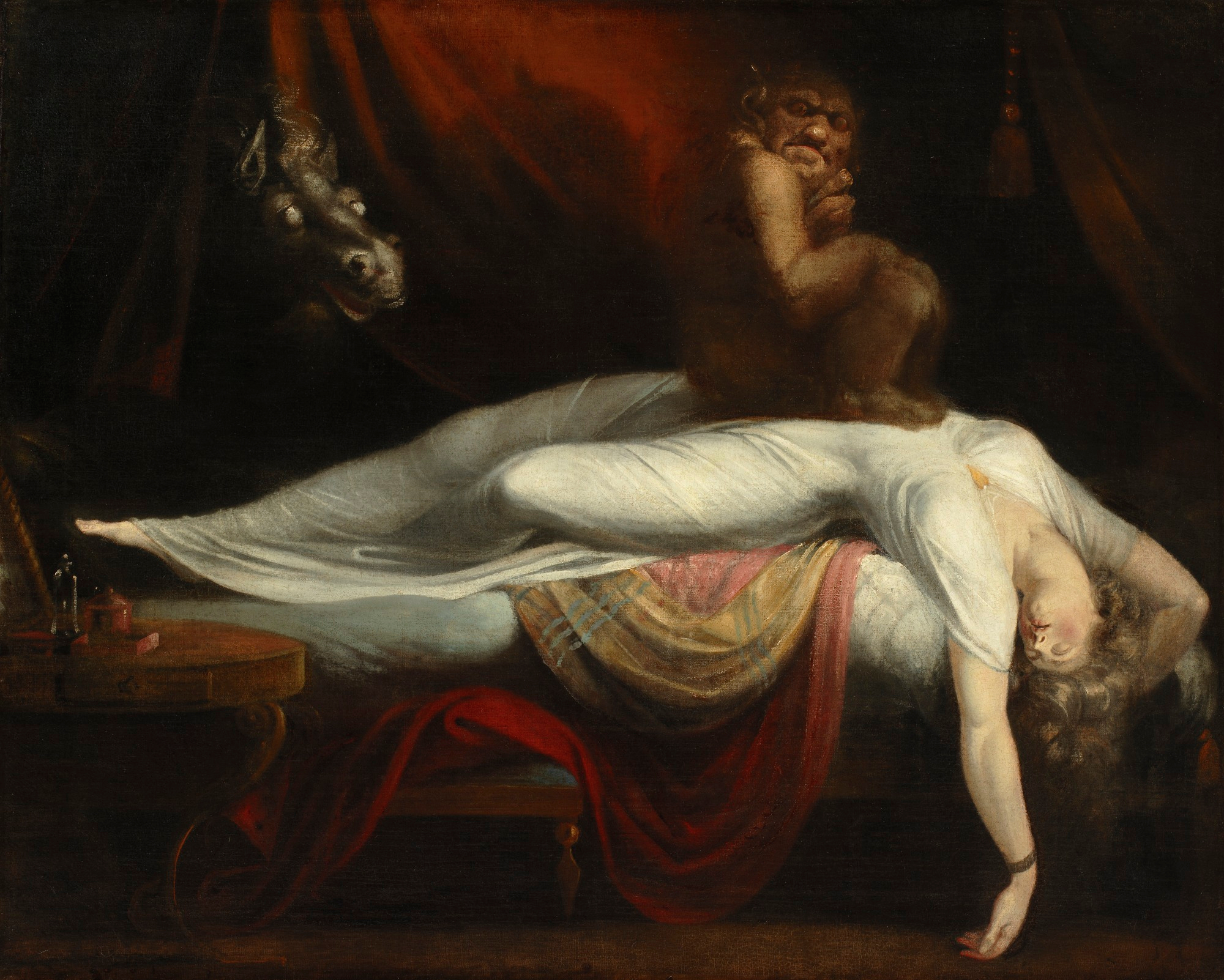
هاینریش فوسلی، کابوس، ۹۱–۱۷۹۰، رنگ روغن روی بوم، ۷۷ در ۶۴ سانتی‌متر، موزه گوته، فرانکفورت

در سوئیس یوهان هاینریش فوسلی به‌عنوان یک واعظ انجیلی تحصیل کرده بود. او با آثار هنری خود نمادی از دارک رمانتیسیسم را تولید کرد.

#### ویلیام بلیک

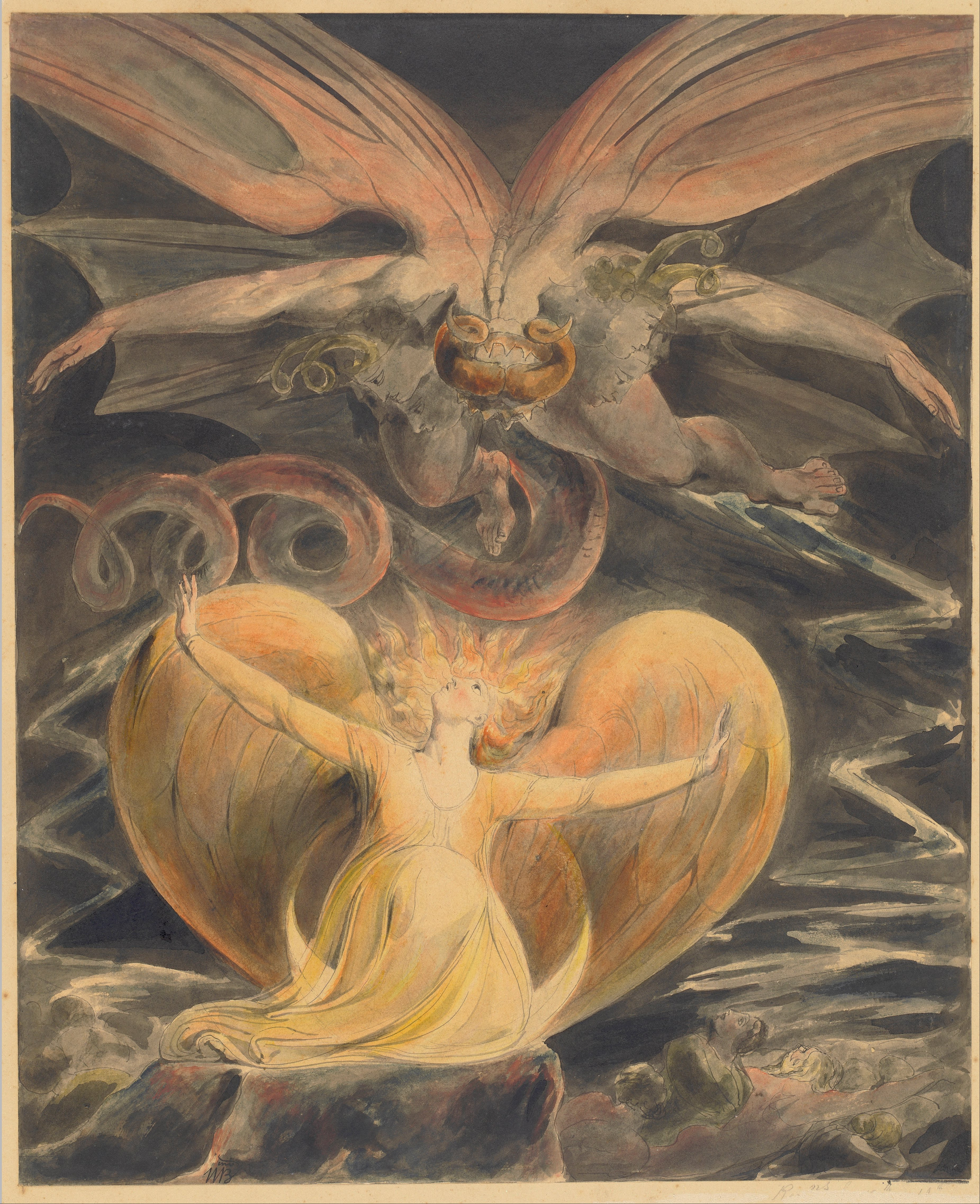
ویلیام بلیک، اژدهای قرمز بزرگ و زن پوشیده از خورشید، ۱۸۰۳–۱۸۰۵، آبرنگ، گرافیت و خطوط حکاکی‌شده، ۴۳٬۷x۳۴٬۸ سانتی‌متر، موزه بروکلین، هدیه ویلیام آگوستوس وایت

این تابلو تضاد خیر و شر، بدبختی و شهوت، روشنایی و تاریکی و دیگر جنبه‌های کار او را منعکس می‌کند. زبان تصویری منحصربه‌فرد فوسلی بر تعدادی از نقاشان، از جمله ویلیام بلیک، که آبرنگ معروفش به نام اژدهای سرخ بزرگ در موزه بروکلین به نمایش گذاشته شده است، تأثیر گذاشت.

#### فرانسیسکو گویا

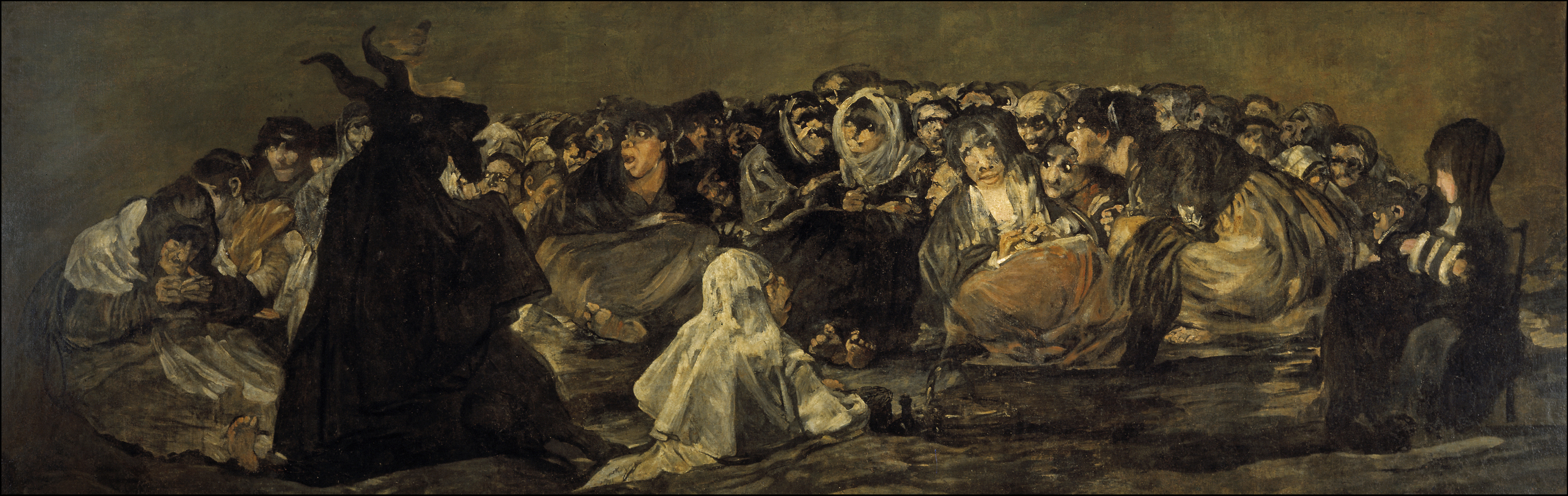
گویا. سبت جادوگران ، ۱۸۲۱-۱۸۲۳. روغن روی دیوار گچی، به بوم منتقل شده است. ۱۴۰٬۵×۴۳۵٬۷ سانتی‌متر (۵۶×۱۷۲ اینچ). موزه دل پرادو، مادرید

یکی از برجسته‌ترین افراد در نقاشی اسپانیایی فرانسیسکو گویا بود. او همچنین پیشروی رمانتیسیسم در ایجاد فهم هنری معاصر بود، هم از نظر ماهیت نقاشی‌هایش، هم با بررسی عمیق آن‌ها از واقعیت و ارجاع به قلمرو رؤیا، و هم از نظر تکنیک بدیع. هنر او بیان‌گر دیدگاه‌های نوآورانه، مخالفت با آکادمیک‌گرایی و موضوعات ثابت است. گویا خود را شاگرد دیه‌گو ولاسکس، رامبرانت و طبیعت می‌داند، و به رنگ‌های سایه‌دار ظریفی که در لایه‌های ولاسکوز اعمال می‌شود، تنظیمات پس‌زمینه تیره و معمایی رامبرانت، و تنوع بی‌پایان اشکال از طبیعت را می‌پسندد.

#### جان کنستبل

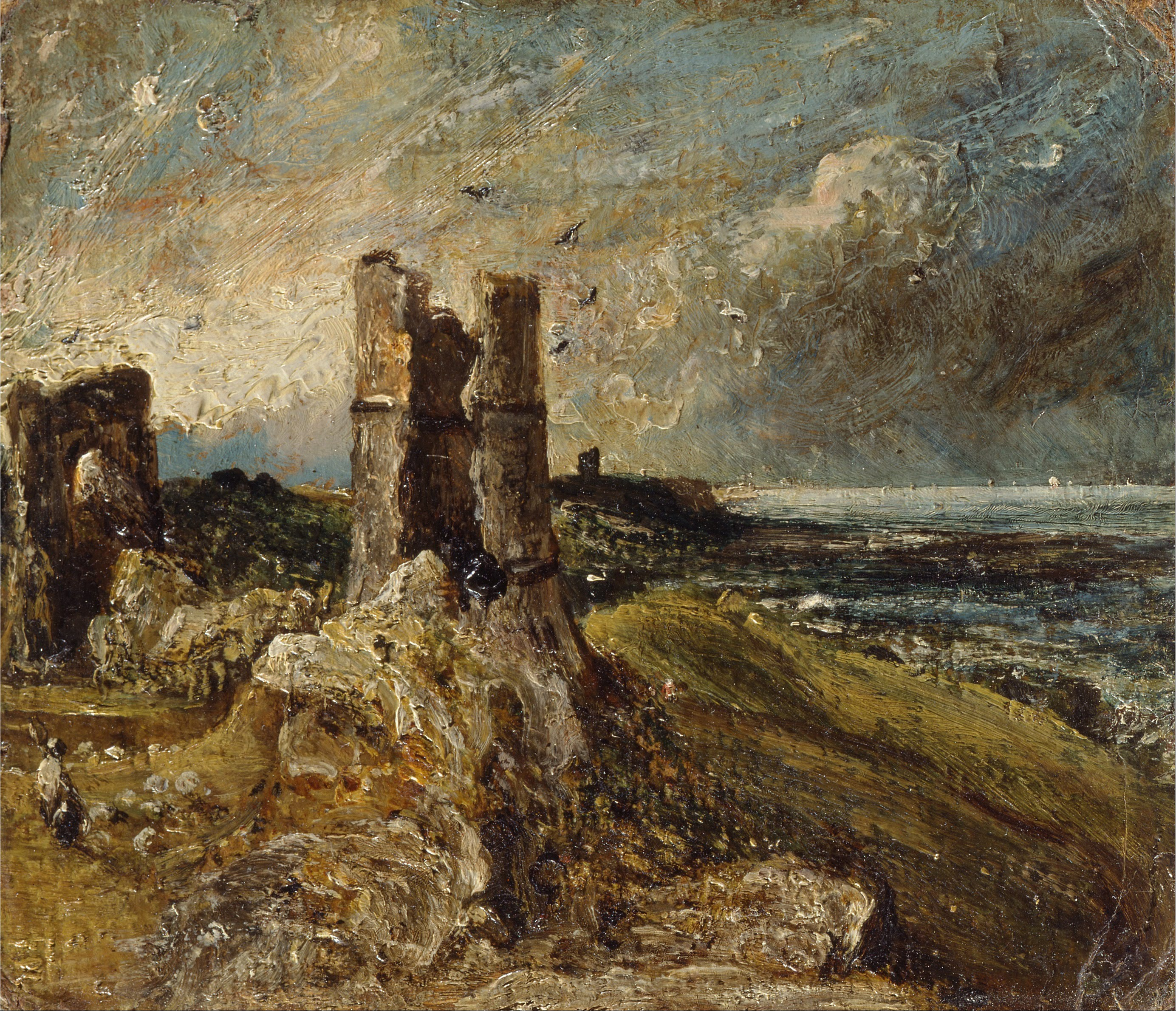
جان کنستبل، طرحی برای «قلعه هادلی» ۱۸۲۸، ۱۲۲۶×۱۶۳۷ میلی‌متر، رنگ روغن روی بوم، لندن، گالری تیت

هدف از نقاشی‌های منظره جان کنستبل این بود که طبیعت را با صداقت، و زیبایی و سادگی آن را بدون تظاهر به نمایش بگذارد. او مظهر شور، شعر یا غم طبیعت نیست. او فکر می‌کرد که زندگی و هنرش ویران شده است، بنابراین به‌دنبال نگاهی اجمالی به روح خود در طبیعت بود که در منظره‌ای تاریک از قلعه هادلی در اسکس کشف کرد.

#### اوژن دلاکروا

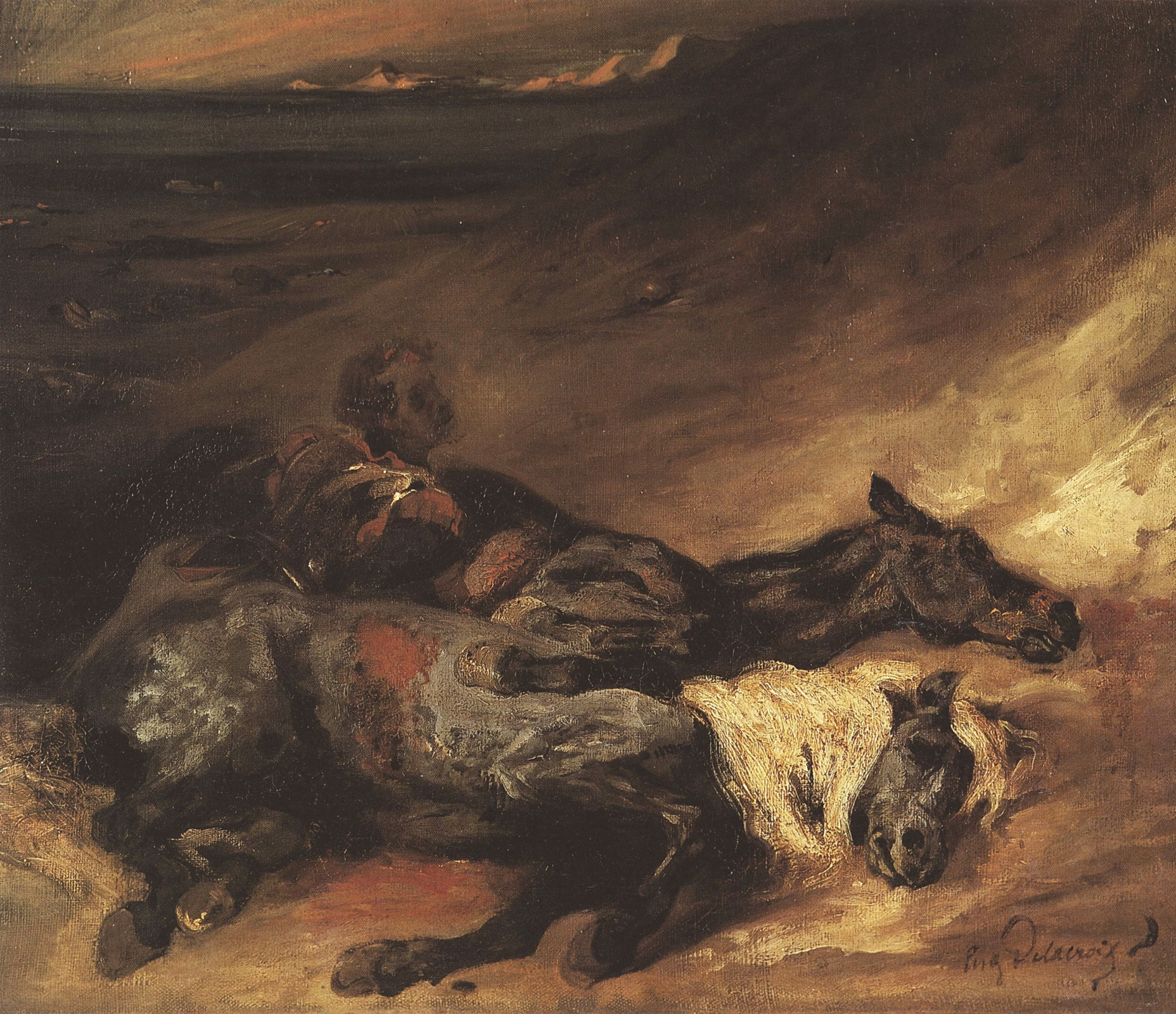
اوژن دلاکروا، عصر پس از نبرد، رنگ روغن روی بوم، ۱۸۲۵، ارتفاع: ۴۸ سانتی‌متر (۱۸٬۸ اینچ)؛ عرض: ۵۶ سانتی‌متر (۲۲ اینچ)

دلاکروا را بنیان‌گذار جنبش رمانتیسم در نقاشی فرانسه در قرن نوزدهم می‌دانند. تکنیک نقاشی او که مملو از رد قلم‌مو، آشفته و تپنده با رنگ‌های پرجنب‌و‌جوش بود، بیان‌گر نگرانی حرکت الهام‌بخش، عجیب و غریب بودن، و کمال بود. زندگی و کار او نیز مظهر توجه به حرکت الهام‌بخش پرشور، عجیب و غریب، و کمال بود.